# Jan Fitschen
Jan Fitschen, född 2 maj 1977 i Nordhorn, Tyskland, tysk friidrottare som springer 10 000 meter. 
Fitschens främsta merit är guldet vid EM i friidrott 2006 i Göteborg på ett nytt personbästa på 28:10,94 min. I EM 1999 för personer under 23 år hamnade han femma på 5 000 meter. Han deltog även vid VM i Osaka 2007 där han blev utslagen i kvalet. 
Tysk mästare på 5 000 meter 2001, 2002, 2005 och 2006 och på 10 000 m 2005 och 2006.